# بوغوروسلان
بوغوروسلان (بالروسية: Бугуруслан) هي إحدى مدن روسيا في الكيان الفدرالي الروسي أورنبرغ أوبلاست.